# Reichen Lehmkuhl

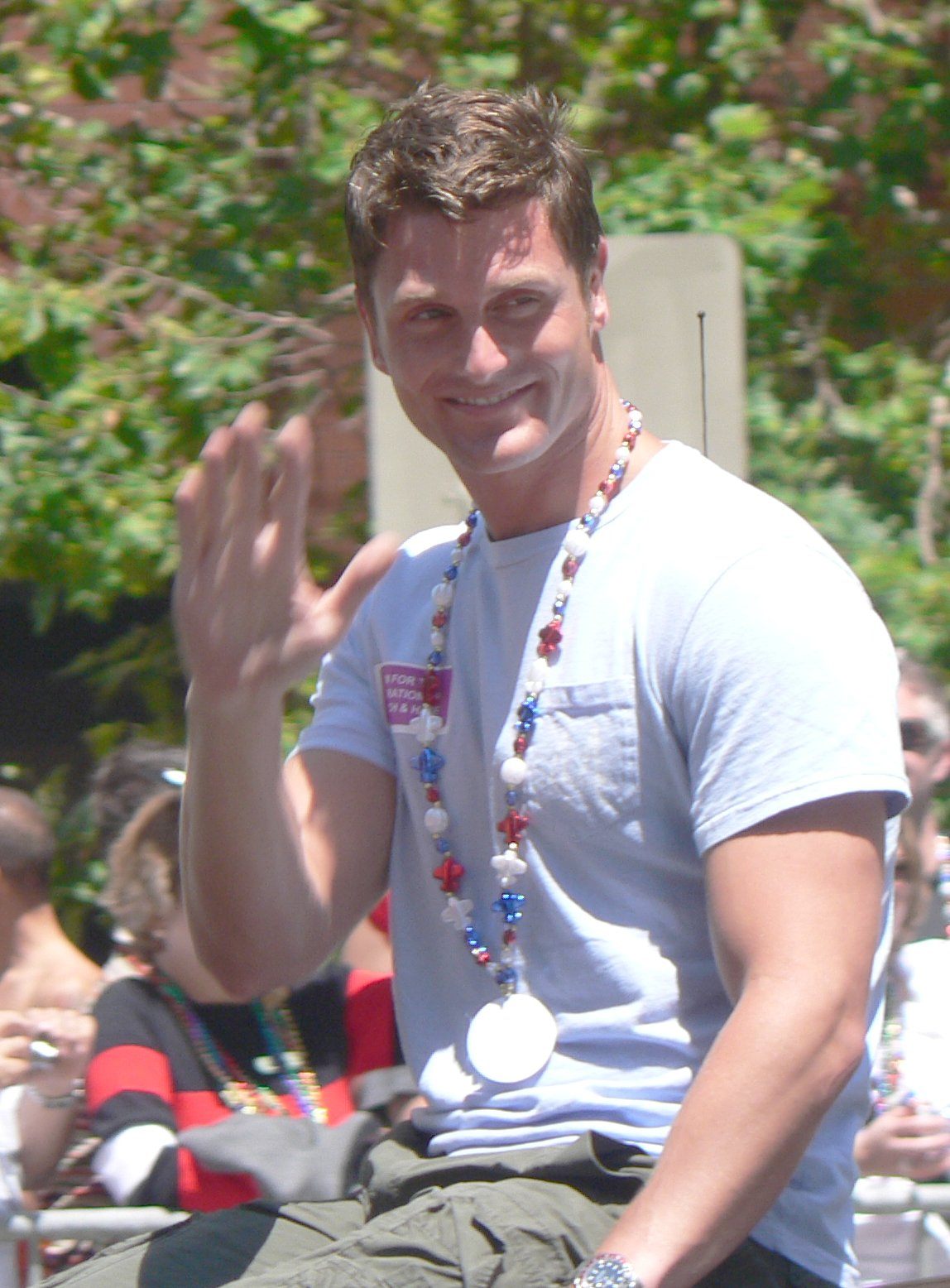
Reichen Lehmkuhl.

Reichen Allen Lehmkuhl (Cincinnati, Ohio, 26 december 1973) is een Amerikaans homoactivist die zich heeft ingezet voor het opheffen van de ban op homoseksualiteit in het Amerikaanse leger ('Don't ask, Don't tell') en homorechten in het algemeen.

## Jeugd
Zijn vader (politieman) en moeder (verpleegster) scheidden toen hij 6 jaar oud was. Al op jonge leeftijd raakte Reichen geïnteresseerd in het vliegen, door zijn grootmoeder die piloot was in de Women Air Force Service Pilots (WASPs) in de VS gedurende de Tweede Wereldoorlog. Na zijn zinnen te hebben gezet op een toelating tot the Air Force Academy, lukte het hem voorgedragen te worden door senator Barney Frank, die sinds 1981 voor de Democraten de staat Massachusetts vertegenwoordigde in het Huis van Afgevaardigden.

## Don't ask, Don't tell
Gedurende zijn zware en intensieve opleiding tot luchtmachtpiloot ontdekte hij andere cadetten die, net als hij, homoseksuele gevoelens hadden, en zich door de strikte regels en het onderdrukkingsbeleid ("Don't ask, don't tell") binnen het Amerikaanse leger in het nauw gedreven voelden voor wat betreft het beleven van hun affectie tot leden van het eigen geslacht. Nadat hij zich definitief bewust werd van zijn eigen homoseksualiteit, stoorde het Lehmkuhl dat heteroseksuele cadetten hun genegenheid naar leden van het andere geslacht wel openlijk konden tonen, terwijl homoseksuele cadetten dat niet mochten. Het betrapt worden op homoseksuele handelingen (of zelfs het erkennen van de eigen homoseksualiteit) was voldoende grond voor onmiddellijk ontslag uit het Amerikaanse leger of een van de militaire opleidingen.
Uiteindelijk organiseerde Lehmkuhl een Ondergrondse voor homocadetten binnen de Air Force Academy. Deze groep van ca. 50 cadetten kwam om de twee weken op een geheime locatie bij elkaar om afspraken te maken over hun eigen bescherming, en mede homocadetten uit de problemen te helpen. Ze verzonnen dan een alibi (beginnend met de zin here's what we'll say) voor de betreffende cadet die door alle anderen uit de groep overgenomen zou worden, zodat als de legerleiding hen ondervraagde, ze allemaal hetzelfde antwoord zouden geven. Alle alibi's waren erop gebaseerd dat elke verwijzing naar homoseksualiteit koste wat kost ontkend moest worden. Gedurende de periode van het bestaan van de Ondergrondse werden op deze manier zo'n 20 cadetten, die verdacht of beschuldigd werden van homosexual acts, gered van ontslag.
De groep zou uiteindelijk worden verraden door twee (homo)cadetten uit eigen gelederen, die uit liefdesverdriet en/of jaloezie besloten de anderen mee te sleuren na een fatale bekentenis over hun seksuele geaardheid. Hoewel, op twee uitzonderingen na, de rest van de groep niet ontslagen werd, noch in directe problemen kwam, werden Lehmkuhl en de rest van zijn Ondergrondse gedwongen tot het stoppen van de bijeenkomsten en het nagenoeg afzien van verdere beleving van hun seksuele voorkeur.

## Bekendheid
In 1996 studeerde Lehmkuhl af van de Air Force Academy, en diende daarna nog 5 jaar als piloot in de U.S. Air Force. Na zijn eervol ontslag als kapitein, trouwde hij vrijwel onmiddellijk met zijn toenmalige levenspartner Chip Arndt, en begon hij zich publiekelijk in te zetten voor de acceptatie van homoseksuelen in de Amerikaanse samenleving en in het Amerikaanse leger in het bijzonder. Na beëindiging van zijn 5-jarig dienstcontract bij de luchtmacht poogde hij een carrière te starten in de civiele luchtvaart. Kort daarop werd hij benaderd door een casting director om mee te doen met het Amerikaanse TV spektakel The Amazing Race. Lehmkuhl stond erop dat hij alleen mee deed als hij dat samen met zijn levenspartner mocht doen, om een voorbeeld te stellen voor het Amerikaanse publiek. Doordat ze wonnen kreeg Lehmkuhl bekendheid als gay rights activist. Sindsdien neemt hij deel in diverse charitatieve instellingen op het gebied van mensenrechten en homorechten. Daarnaast wordt hij regelmatig gevraagd voor optredens in films en televisieseries. Zo speelde hij onder meer kleine rollen in series als "Frasier" en "Days of our lives". Ook had hij korte tijd een eigen show bij Q Television Network (cable TV), dat inmiddels om financiële redenen is gestopt. Eind 2006 presenteerde hij zijn autobiografische boek "Here's What We'll Say", over de beklemming en drama's die hij ervoer als closeted gay in de Amerikaanse strijdkrachten. Reichen is momenteel woonachtig in Los Angeles.

## Juwelenlijn
Onlangs heeft hij in samenwerking met ontwerper Udi Behr een collectie juwelen voor mannen op de markt gebracht, met de naam "Fly Naked". De op titanium gebaseerde collectie omvat een ring, armband, hanger (ketting) en manchetknopen. De stijl (materiaal en ontwerp) is geïnspireerd op de luchtvaart en is gericht op de meer mannelijke types onder homoseksuelen, en heteromannen. Een deel (10%) van de opbrengst gaat naar de Servicemen's Legal Defense Network (SLDN), de Amerikaanse organisatie die zich verzet tegen het homofobe legerbeleid in de VS.